# Saint-Martin-Osmonville
Saint-Martin-Osmonville és un municipi francès situat al departament del Sena Marítim i a la regió de Normandia. L'any 2007 tenia 1.085 habitants.

## Demografia

### Població
El 2007 la població de fet de Saint-Martin-Osmonville era de 1.085 persones. Hi havia 356 famílies de les quals 58 eren unipersonals (31 homes vivint sols i 27 dones vivint soles), 77 parelles sense fills, 187 parelles amb fills i 34 famílies monoparentals amb fills.
La població ha evolucionat segons el següent gràfic:
Habitants censats

### Habitatges
El 2007 hi havia 400 habitatges, 366 eren l'habitatge principal de la família, 21 eren segones residències i 13 estaven desocupats. 390 eren cases i 8 eren apartaments. Dels 366 habitatges principals, 319 estaven ocupats pels seus propietaris, 44 estaven llogats i ocupats pels llogaters i 3 estaven cedits a títol gratuït; 2 tenien una cambra, 7 en tenien dues, 33 en tenien tres, 94 en tenien quatre i 231 en tenien cinc o més. 241 habitatges disposaven pel capbaix d'una plaça de pàrquing. A 153 habitatges hi havia un automòbil i a 196 n'hi havia dos o més.

### Piràmide de població
La piràmide de població per edats i sexe el 2009 era:
| Homes | Edats   | Dones |
| ----- | ------- | ----- |
| 0     | 95 o +  | 4     |
| 0     | 90 a 94 | 4     |
| 4     | 85 a 89 | 8     |
| 12    | 80 a 84 | 0     |
| 12    | 75 a 79 | 8     |
| 12    | 70 a 74 | 20    |
| 20    | 65 a 69 | 16    |
| 20    | 60 a 64 | 16    |
| 16    | 55 a 59 | 12    |
| 20    | 50 a 54 | 24    |
| 28    | 45 a 49 | 16    |
| 28    | 40 a 44 | 32    |
| 32    | 35 a 39 | 16    |
| 24    | 30 a 34 | 32    |
| 44    | 25 a 29 | 44    |
| 20    | 20 a 24 | 12    |
| 12    | 15 a 19 | 16    |
| 20    | 10 a 14 | 28    |
| 36    | 5 a 9   | 28    |
| 40    | 0 a 4   | 36    |

## Economia
El 2007 la població en edat de treballar era de 642 persones, 498 eren actives i 144 eren inactives. De les 498 persones actives 467 estaven ocupades (251 homes i 216 dones) i 30 estaven aturades (16 homes i 14 dones). De les 144 persones inactives 58 estaven jubilades, 44 estaven estudiant i 42 estaven classificades com a «altres inactius».

### Ingressos
El 2009 a Saint-Martin-Osmonville hi havia 387 unitats fiscals que integraven 1.118,5 persones, la mediana anual d'ingressos fiscals per persona era de 18.261 €.

### Activitats econòmiques
Dels 33 establiments que hi havia el 2007, 2 eren d'empreses extractives, 9 d'empreses de construcció, 6 d'empreses de comerç i reparació d'automòbils, 4 d'empreses de transport, 2 d'empreses d'hostatgeria i restauració, 1 d'una empresa d'informació i comunicació, 1 d'una empresa immobiliària, 4 d'empreses de serveis, 1 d'una entitat de l'administració pública i 3 d'empreses classificades com a «altres activitats de serveis».
Dels 10 establiments de servei als particulars que hi havia el 2009, 1 era un taller de reparació d'automòbils i de material agrícola, 5 paletes, 1 fusteria, 1 electricista, 1 perruqueria i 1 restaurant.
Dels 2 establiments comercials que hi havia el 2009, 1 era un supermercat i 1 una botiga de roba.
L'any 2000 a Saint-Martin-Osmonville hi havia 27 explotacions agrícoles que ocupaven un total de 1.722 hectàrees.

## Equipaments sanitaris i escolars
El 2009 hi havia 1 escola maternal i 1 escola elemental.

## Poblacions més properes
El següent diagrama mostra les poblacions més properes.